# Ouad Naga
Ouad Naga este o comună din departamentul Ouad Naga, Regiunea Trarza, Mauritania, cu o populație de 10.291 locuitori.